# Henri Guillaume Galeotti
Henri Guillaume Galeotti (10 de septiembre de 1814 París - 1858) fue un botánico, pteridólogo, y geólogofrancés ciudadanizado belga.

## Biografía
Nació en 1814 en París, Francia. Siendo aún joven, su familia se instala en Bruselas (su padre era milanés); y se le otorga la ciudadanía belga por decreto real el 28 de febrero de 1843.
Introdujo muchas especies nuevas, sobre todo de la familia de las cactáceas, a las que apreciaba.
Fue alumno de la Escuela Vandermaelen, graduándose con Mémoire sur la constitution géognostique de la province de Brabant, en 1835. El "Etablissement Géographique de Bruxelles", creado en 1830 por Philippe Vandermaelen, lo financia para viajar a México durante cinco años. Este viaje estuvo comisionado por los hermanos Vandermaelen para estudios geológicos y quizás botánicos. En mayo de 1836, ya había reunido un número grande de especies. La participación de Bélgica en la búsqueda y la introducción de las cactáceas era mínima hasta la aparición de Galeotti por México, por cuenta de la Casa Vandermaelen, donde como catarata llegaron cactáceas ornamentales a Bruselas, París, y a Londres. Y ese mismo año visitó México, donde realizó estudio geológicos, colectó fósiles y describió plantas durante cinco años. 
En 1840, el doctor Meisser (1793- 1897) lo propone en la Universidad de Bruselas, para Mineralogía y Geología, pero Galeotti vuelve a México, pero pretende una empresa económica y queda en bancarrota, para 1849.
En 1853 es nombrado director del Jardín Botánico de Bruselas. En ese cargo, crea su primera revista que llega a las once entregas,
Otra vez en México, herborizando con Jean Linden, Auguste Ghiesbreght, Nicolas Funck, y Erhenberg, escalando el monte Orizaba, lo que le significó ser "Miembro Correspondiente de la Academia"; introduce un importante número de Cactaceae.
También con orquídeas y helechos con los botánicos A. Richard, y M.Martens
En 1852, edita el "Journal d’Horticulture Pratique", y en 1857 crea "Bulletin de la Société Royale d’Horticulture de Belgique et du Jardin botanique de Bruxelles".
A su fallecimiento en 1858, el Jardín Botánico le compra a su viuda su herbario personal de México.

## Algunas publicaciones
- h.g. Galeotti. 1837. Mémoire sur la constitution géognostique de la province de Brabant (Belgique), Bruxelles, Mem. cour. de l'Académie Royale des Sciences et Belles-lettres, 1837

- ----------------. 1839. Coup d’oeil sur la Laguna de Chapala au Mexique, avec notes géognostiques. Extract Bull. Acad. R. d. Sciences et Belles-Lettres de Bruxelles VI: 14-29

- ----------------, martin Martens. 1842. Mémoire sur les fougères du Mexique, et considerations sur la géographie botanique de cette contrée

- ----------------, -------------------. 1842-1845. "Enumeratio synoptica plantarum phanerogamicarum ab Henrico Galeotti in regionibus Mexicanis collectarum : [Bruxelles] Oct. (Enum. pl. Galeotti)"[2]

- n. Funck, h.g. Galeotti, j. Scheidweiler, a. Ysabeau. 1848. Journal d'horticulture pratique de la Belgique: ou guide des amateurs et jardiniers. F. Parent, 1848

- h.g. Galeotti, n. Funck, é. Morren. 1857. L'Horticulteur praticien, revue de l'horticulture française et étrangère. A. Goin. 1857

## Honores

### Epónimos
Géneros
- (Acanthaceae) Galeottia Nees[3]

- (Orchidaceae) Galeottia A.Rich.[4]

- (Poaceae) Galeottia Rupr. ex Galeotti[5]

- (Orchidaceae) Galeottiella Schltr.[6]

Especies
- (Acanthaceae) Ruellia galeottii Leonard[7]
- (Adiantaceae) Cheilanthes galeottii (Fée) Mickel & Beitel[8]
- (Anacardiaceae) Schmaltzia galeottii (Standl.) F.A.Barkley[9]
- (Apiaceae) Eryngium galeottii Hemsl.[10]
- (Araceae) Anthurium galeottii K.Koch[11]
- (Aristolochiaceae) Aristolochia galeottii Duch.[12]
- (Asclepiadaceae) Asclepias galeottii E.Fourn.[13]
- (Begoniaceae) Begonia galeottii Hort.Berol. ex Klotzsch[14]
- (Blechnaceae) Blechnum galeottii T.Moore[15]
- (Boraginaceae) Lithospermum galeottii Brand[16]
- (Bromeliaceae) Podaechmea galeottii (Baker) L.B.Sm. & W.J.Kress[17]
- (Cactaceae) Echinocactus galeottii Scheidw.[18]
- (Convolvulaceae) Calonyction galeottii M.Martens ex M.Martens & Galeotti[19]
- (Cucurbitaceae) Apodanthera galeottii Cogn.[20]
- (Cycadaceae) Palmifolium galeottii (de Vriese) Kuntze[21]
- (Cyperaceae) Uncinia galeottii Boott ex C.B.Clarke[22]
- (Dennstaedtiaceae) Lindsaea galeottii Fée[23]
- (Dryopteridaceae) Megalastrum galeottii (M.Martens) R.C.Moran & J.Prado[24]
- (Fagaceae) Quercus galeottii M.Martens[25]
- (Hymenophyllaceae) Trichomanes galeottii Fourn.[26]
- (Lamiaceae) Stachys galeottii M.Martens[27]
- (Fabaceae) Centrosema galeottii Fantz[28]
- (Loasaceae) Mentzelia galeottii Urb. & Gilg[29]
- (Lythraceae) Cuphea galeottii Hort.Berol. ex Koehne[30]
- (Malvaceae) Abutilon galeottii Baker f.[31]
- (Melastomataceae) Staphidium galeottii Naudin[32]
- (Mimosaceae) Mimosa galeottii (Benth.) Britton & Rose[33]
- (Onagraceae) Lopezia galeottii Planch.[34]
- (Orchidaceae) Prescottia galeottii Rchb.f.[35]
- (Oxalidaceae) Ionoxalis galeottii (Turcz.) Rose[36]
- (Piperaceae) Peperomia galeottii Miq.[37]
- (Poaceae) Andropogon galeottii E.Fourn.[38]
- (Polygalaceae) Polygala galeottii Chodat[39]
- (Pteridaceae) Pteris galeottii Hook.[40]
- (Ranunculaceae) Ranunculus galeottii Turcz.[41]
- (Rubiaceae) Rondeletia galeottii Standl.[42]
- (Rutaceae) Megastigma galeottii Baill.[43]
- (Selaginellaceae) Lycopodioides galeottii (Spring) Kuntze[44]
- (Solanaceae) Solanum galeottii Dunal[45]
- (Thelypteridaceae) Phegopteris galeottii Fée[46]
- (Tiliaceae) Trichospermum galeottii (Turcz.) Kosterm.[47]
- (Violaceae) Hybanthus galeottii (Turcz.) Morton[48]
- (Viscaceae) Phoradendron galeottii Trel.[49]
- (Vittariaceae) Antrophyum galeottii Fée[50]
- (Woodsiaceae) Athyrium galeottii Fée[51]
- (Zamiaceae) Zamia galeottii de Vriese[52]

- La abreviatura «Galeotti» se emplea para indicar a Henri Guillaume Galeotti como autoridad en la descripción y clasificación científica de los vegetales.[53]